# Diffrazione dei raggi X

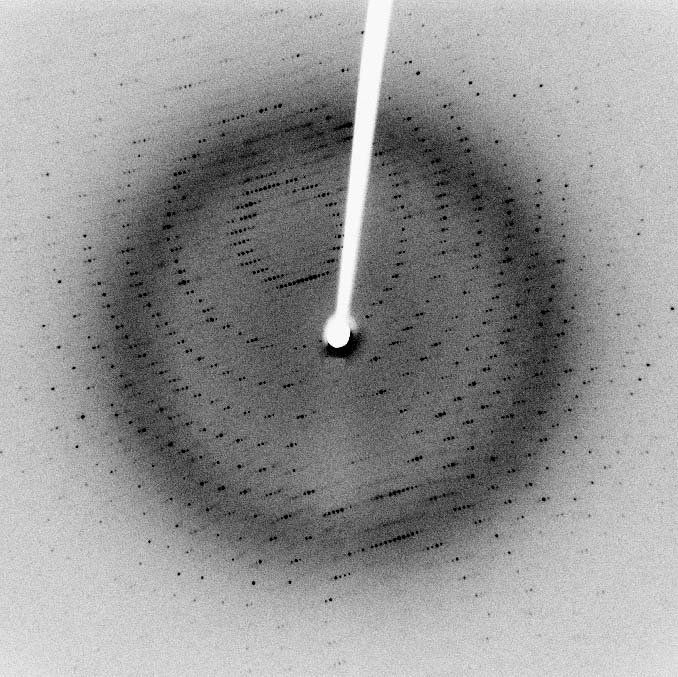
Questo è un pattern di diffrazione di raggi X generato quando i raggi X sono impressi su un materiale cristallino, in questo caso una proteina. Ogni punto, chiamato riflessione, è generato dall'interferenza di raggi X diffusi passanti attraverso il cristallo.

La diffrazione dei raggi X è tecnica utilizzata per lo studio dei solidi cristallini, mediante interazione della materia con la radiazione elettromagnetica.
La cristallografia con diffrazione di raggi X è utilizzata in molti campi della scienza: mineralogia, scienza dei materiali, metallurgia, catalisi, biochimica, e anche nella storia dell’arte e nell’archeologia

## Informazioni preliminari: interazione radiazione-materia
Qualunque radiazione elettromagnetica è in grado di interagire con la materia attraverso due processi principali:
- assorbimento: nel corso del quale la radiazione cede tutta o parte della propria energia al sistema materiale, aumentandone la temperatura o determinandone la transizione ad uno stato eccitato. Nel caso dei raggi X, la radiazione incidente ha energia sufficiente per provocare transizioni elettroniche, ed espellere elettroni dagli atomi (effetto fotoelettrico).
- diffusione (scattering): nel corso del quale la radiazione viene diffusa dalla materia e le onde elettromagnetiche ad essa associate cambiano direzione di propagazione. Tale cambiamento può essere accompagnato da scambio di energia tra fotoni e materia (scattering anelastico; scattering termico diffuso) o no (scattering elastico).

## Tecniche strumentali della diffrattometria a raggi X
La tecnica della diffrazione di raggi X si basa sullo scattering elastico coerente: il fenomeno macroscopico della diffrazione nasce infatti dalla somma coerente di tutte le onde elettromagnetiche diffuse dagli atomi che si trovano lungo una stessa famiglia di piani reticolari. Per manifestarsi, richiede necessariamente la presenza di un ordine reticolare, come si riscontra nei cristalli, sebbene questo fenomeno possa essere osservato con successo anche nei liquidi utilizzando uno strumento EDXD (energy dispersion X-ray diffraction) a scansione energetica.
Questo comportamento mostra che in una sostanza allo stato liquido esiste una regolarità, infatti attraverso misure di diffrazione ai raggi X di una sostanza allo stato liquido e della stessa sostanza allo stato solido, utilizzando il metodo delle polveri, è stato messo in evidenza come le distanze tra gli atomi fossero in prima approssimazione le stesse.
A seconda della natura del campione sotto esame si divide in diffrazione su monocristallo (SC-XRD, single crystal X-ray diffraction) e diffrazione di polveri (XRPD, X-ray powder diffraction). La prima tecnica è in grado di dare informazioni tridimensionali sulla densità elettronica e sui moti termici di ogni atomo costituente il cristallo: tuttavia, la difficoltà di ottenere monocristalli e la complessità dell'analisi dei dati la rendono una tecnica non routinaria. Estremamente più diffusa è invece la diffrazione di raggi X di polveri, che è molto più veloce ed economica, e permette di quantificare le varie componenti di un campione solido, e di ricavare anche informazioni sulla struttura cristallina e sulla dimensione dei cristalliti.
In generale, entrambe le tecniche possono in linea di principio fornire le seguenti informazioni:
1. Caratteristiche dell'unità di ripetizione del reticolo cristallino di una sostanza (costanti reticolari).
2. Gruppo spaziale della sostanza (elementi di simmetria puntuali e traslazionali del cristallo) - più difficile nel caso di XRPD.
3. Connettività chimica dell'unità asimmetrica. L'unità asimmetrica è la più piccola unità strutturale che nessuna operazione di simmetria del cristallo, tranne l'identità, può rimandare in sé stessa. Nel caso dei cristalli molecolari (cioè le cui unità di ripetizione sono molecole), il più delle volte l'unità asimmetrica coincide con la singola molecola, ma non è escluso che possa comprendere due o più molecole, o addirittura una frazione di molecola.
4. Moto termico degli atomi o ioni - molto più dettagliato nel caso di SC-XRD.

La SC-XRD consente inoltre:
1. l'analisi della densità degli elettroni (solo se i dati di diffrazione sono di ottima qualità, ad esempio raccolti a temperature estremamente basse - nell'ordine di 10-100 K, ovvero in un intervallo compreso tra -263 °C e -173 °C e quindi studio dettagliato del legame chimico e della configurazione elettronica di atomi e ioni.
2. lo studio dettagliato di transizioni di fase (a livello dello spostamento di singoli atomi).
3. in condizioni molto favorevoli, lo studio di reazioni chimiche che avvengono in stato solido.

La XRPD, invece, permette:
1. il riconoscimento e lo studio quantitativo delle fasi del campione.
2. lo studio della granulometria del campione (dimensioni medie dei domini di scattering coerente).
3. lo studio di transizioni di fase che riguardino grandi variazioni strutturali.

Un'innovativa applicazione tecnologica della diffrazione dei raggi X è la microdiffrazione dei raggi X (μ-XRD)